# Crinum braunii
Crinum braunii är en amaryllisväxtart som beskrevs av Hermann August Theodor Harms. Crinum braunii ingår i släktet Crinum, och familjen amaryllisväxter. Inga underarter finns listade i Catalogue of Life.